# Den yttersta domen – livsdramat Andrej Rubljov
Den yttersta domen – livsdramat Andrej Rubljov (rysk originaltitel: Андрей Рублёв, Andrej Rubljov) är en sovjetisk dramafilm från 1966 i regi av Andrej Tarkovskij, med Anatolij Solonitsyn i huvudrollen. Den handlar om den ryske munken och ikonmålaren Andrej Rubljov, verksam i Moskvariket på 1400-talet. Filmen visades en gång i Moskva i juli 1966 men drogs tillbaka för att censureras. Den visades utom tävlan vid Filmfestivalen i Cannes 1969 och visades på sovjetisk bio 1971. I Sverige hade den biopremiär 9 maj 1973. Utöver 1966 års originalversion på 205 minuter existerar en rad klippningar med olika grader av censur.
Filmen har vid åtskilliga tillfällen nått höga positioner i internationella omröstningar om världshistoriens bästa filmer.

## Medverkande
- Anatolij Solonitsyn – Andrej Rubljov
- Ivan Lapikov – Kirill
- Nikolaj Grinko – Daniil Tjernyj
- Nikolaj Sergejev – Teofanes greken
- Nikolaj Burljajev – Boriska
- Irma Raush – den heliga dåren
- Jurij Nazarov – Vasilij I av Moskva
- Rolan Bykov – Gycklaren
- Nikolaj Glazkov – Jefim
- Bolot Bejsjenaliev – Edigu khan
- Nelli Snegina – Marfa